# زاهد حسن املی
زاهد حسن املی (بنگالی: জাহিদ হাসান এমিলি؛ زادهٔ ۲۵ دسامبر ۱۹۸۷) بازیکن فوتبال اهل بنگلادش بود.
از باشگاه‌هایی که در آن بازی کرده است می‌توان به باشگاه فوتبال شیخ راسل، باشگاه فوتبال آباهانی داکا، باشگاه فوتبال شیخ جمال دانموندی، و باشگاه ورزشی محمدان (داکا) اشاره کرد.
وی همچنین در تیم‌های ملی فوتبال زیر ۲۳ سال بنگلادش و بنگلادش بازی کرده است.